# A Cartoon Network videójátékainak listája

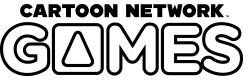
A Cartoon Network Games logója

Ez a lap a Cartoon Network sorozatai alapján készült videójátékokat sorolja fel, amiket nagyrészt a Warner Bros. Interactive Entertainment készített és forgalmazott. A lista nem tartalmazza a kizárólag interneten, a csatorna honlapján és mobiltelefonon megjelent játékokat.

## Játékok

### Bizonyos sorozat alapján készült játékok

#### Kalandra fel!
- Hey Ice King! Why’d You Steal Our Garbage?!! (2012)
- Explore the Dungeon Because I Don’t Know! (2013)
- Battle Party (2014)
- The Secret of the Nameless Kingdom (2014)
- Finn & Jake Investigations (2015)
- Pirates of the Enchiridion (2018)

#### Gumball csodálatos világa
- Water Sons (2011)
- Hide and Seek (2012)
- Hard Hat Hustle (2013)
- Nightmare in Elmore (2014)
- Sky Streaker (2014)
- Tension in Detention (2014)
- Battle Bowlers (2015)
- Swing out (2016)
- DiscDuel (2016)
- Go Long! (2017)
- Snow Stoppers (2019)

#### Ben 10
- Ben 10 (2006)
- Protector of Earth (2007)

#### Ben 10 és az idegen erők
- Alien Force (2008)
- Vilgax Attacks (2009)
- The Rise of Hex (2010)

#### Ben 10: Ultimate Alien
- Cosmic Destruction (2010)
- Galactic Racing (2011)

#### Ben 10: Omniverzum
- Omniverse (2012)
- Omniverse 2 (2013)

#### Ben 10
- Up to Speed (2017)
- Ben 10 (2017)

#### László tábor
- Leaky Lake Games (2006)

#### Clarence
- Blamburger (2015)

#### Jelszó: Kölök nem dedós
- Operation: S.O.D.A. (2004)
- Operation: V.I.D.E.O.G.A.M.E. (2005)

#### Bátor, a gyáva kutya
- Creep TV (2002)

#### Dexter laboratóriuma
- Deesaster Strikes! (2001)[1]
- Mandark’s Lab?[1]
- Robot Rampage[1]
- Science Ain’t Fair![1]
- Chess Challenge (2002)[1]

#### Ed, Edd és Eddy
- Jawbreakers! (2003)
- The Mis-Edventures (2005)
- Scam of the Century (2007)

#### Frédi és Béni, avagy a két kőkorszaki szaki
- Bedrock Bowling (2000)

#### Fosterék háza képzeletbeli barátoknak
- Foster’s Home for Imaginary Friends (2006)
- Imagination Invaders (2007)

#### Generátor Rex
- Agent of Providence (2011)

#### George a dzsungelben
- The Search for the Secret (2008)

#### Billy és Mandy kalandjai a kaszással
- The Grim Adventures of Billy & Mandy (2006)

#### Hi Hi Puffy AmiYumi
- Kaznapped! (2005)
- The Genie and the Amp (2006)

#### Johnny Bravo
- The Hukka-Mega-Mighty-Ultra-Extreme Date-O-Rama (2009)

#### Johnny Test
- Johnny Test (2011)

#### Bolondos dallamok
- The Looney Tunes Show: There Goes the Neighborhood (2011)

#### OK K.O.! Legyünk hősök!
- Let’s Play Heroes (2018)

#### Űrkedvencek
- An Intergalactic Puzzlepalooza (2007)

#### Pindúr pandúrok
- Bad Mojo Jojo (2000)
- Paint the Townsville Green (2000)
- Mojo Jojo’s Pet Project (2001)[2]
- Battle Him (2001)
- Cartoon Snapshot (2001)
- Relish Rampage (2002)[2]
- Chemical X-traction[2]
- Gamesville[2]
- Him & Seek[2]
- Mojo Jojo A-Go-Go![2]
- Mojo Jojo’s Clone Zone[2]
- Princess Snorebucks[2]

#### Parkműsor
- Mordecai and Rigby in 8-Bit Land (2013)

#### Szamuráj Jack
- The Amulet of Time (2003)[3]
- The Shadow of Aku (2004)

#### Scooby-Doo
- Classic Creep Capers (2000)

#### Szombaték titkos világa
- Beasts of the 5th Sun (2009)

#### Steven Universe
- Attack the Light! (2015)
- Save the Light (2017)

#### Flúgos futam
- Wacky Races (2000)
- Starring Dastardly and Muttley (2001)
- Mad Motors (2007)
- Crash and Dash (2008)

#### Tini titánok, harcra fel!
- Channel Crashers (2015)
- Panic Mode (2016)
- Teeny Titans (2016)

#### Tom és Jerry-show
- Colossal Catastrophe (2014)

#### Transformers: Animated
- Transformers Animated: The Game (2008)

#### Csoda Kitty
- HyperQuiz (2018)
- Save the kingdom (2018)

### Több sorozat alapján készült játékok
- Cartoon Network Speedway (2003)
- Cartoon Network: Block Party (2004)
- Cartoon Network Racing (2006)
- Cartoon Network Universe: FusionFall (2009)
- Cartoon Network: Punch Time Explosion (2011)
- Cartoon Network Universe: Project Exonaut (2011)
- Cartoon Network: Punch Time Explosion XL (2011)
- Cartoon Network Universe: FusionFall Heroes (2013)
- Cartoon Network: Superstar Soccer (2014)
- Cartoon Network: Backlot Party (törölt projekt, 2015-re tervezve)
- Lego Dimensions (2015)
- Cartoon Network: Battle Crashers (2016)

## Fordítás
Ez a szócikk részben vagy egészben  a   List of Cartoon Network video games című angol Wikipédia-szócikk fordításán alapul.  Az eredeti cikk szerkesztőit annak laptörténete sorolja fel. Ez a jelzés csupán a megfogalmazás eredetét és a szerzői jogokat jelzi, nem szolgál a cikkben szereplő információk forrásmegjelöléseként.